# Oswaldo Martinolli
Oswaldo Martinolli (* 23. Oktober 1929 in Avellaneda) ist ein ehemaliger argentinischer Fußballspieler, der im offensiven Mittelfeld bzw. im Angriff agierte.

## Laufbahn
Martinolli begann seine Laufbahn bei seinem Heimatverein CA Independiente und spielte anschließend für den Quilmes AC, bevor er sein Heimatland verließ und zunächst beim guatemaltekischen Club Palermo anheuerte.
1955 wechselte er in die mexikanische Liga zum León FC, mit dem er gleich in seiner ersten Saison 1955/56 den Meistertitel und den Supercup gewann. Zwei Jahre später folgte ein weiterer Triumph in der Copa México.
Martinolli blieb der Stadt León für den Rest seines Lebens verbunden. Nachdem er bei den Esmeraldas, für die er insgesamt 77 Tore erzielte, am Ende der Saison 1963/64 seine aktive Laufbahn beendet hatte, eröffnete er 1979 in der Nähe von León ein argentinisches Restaurant, das sich noch heute in Familienbesitz befindet.

## Erfolge
- Mexikanischer Meister: 1956
- Mexikanischer Pokalsieger: 1958
- Mexikanischer Supercup: 1956